# السرطان 55 b
55 كانكري-بي (الذي يسمى أحيانا 55 كانكري-أي بي, لتفريقه عن النجم 55 كانكري-بي) المسمى أيضا غاليليو, هو كوكب خارج المجموعة الشمسية يدور حول نجمه 55 كانكري كل 14,65 يوم، كما يعتبر ثاني أبعد كوكب عن نجمه. و هو من نوع المشتري الحار.

## تاريخ
باكتشافه سنة 1996, يعتبر الكوكب 55 كانكري-بي رابع كوكب خارج المجموعة الشمسية تم اكتشافه، إذا استثنينا الكواكب الثنائية.كما يعتبر أول كوكب تم اكتشافه في نظام السرطان 55. و قد اكتشف عن طريق دراسة تغيرات السرعة الموجية لنجمه الأم، والناتجة عن جاذبيته
. تم إعلان اكتشاف الكوكب سنة 1996.

## خصائص
كتلة الكوكب تعادل حوالي 82.4% كتلة المشتري. و هو مكون بالكامل من الغازات. و بسبب حركات المد و الجزر فيه، لا يتمكن الكوكب من امتلاك أقمار كبيرة. كذلك فإن سطح الكوكب في تبخر مستمر، ولكن بشكل بطيء.

### الكتلة والمدار
بكتلة تعادل حوالي 0.8 من كتلة المشتري, أي حوالي 262 مرة كتلة الأرض, يعتبر 55 كانكري-بي ثاني أثقل كوكب في نظام السرطان 55 (بعد 55 كانكري-دي)

يدور الكوكب على مسافة حوالي 0.115 وحدة فلكية من نجمه الأم (11.6% من المسافة بين الأرض والشمس). كما أن مدار الكوكب أصغر من نصف مدار عطارد.

## وصلات خارجية
- Jean Schneider (2011). "Notes for Planet 55 Cnc b". موسوعة كواكب خارج المجموعة الشمسية. مؤرشف من الأصل في 2019-12-11. اطلع عليه بتاريخ 2016-09-15.